# 長榮海事博物館
- 長栄海事博物館[1]

長榮海事博物館（ちょうえいかいじはくぶつかん、中国語: 長榮海事博物館、拼音: Chángróng Hǎishì Bówùguǎn、英語: Evergreen Maritime Museum）は、台湾台北市中正区中山南路にある海事博物館である。本博物館は財団法人張栄発基金会ビルの1階から5階に存在し、同法人が管理および運営を行っている。
本博物館は海事の歴史について大衆向けに紹介し、台湾における海事文化を保護する目的でエバーグリーン・グループの創設者である張栄発によって設立され、同国で最大の規模を誇る海事博物館となっている。博物館内には船の模型や海洋図、航海で用いられる計器など、海事にまつわる様々な物品が収蔵されている。

## 背景・沿革
オーストロネシア語族は学説によると紀元前30世紀頃の台湾に由来すると考えられているなど、台湾は海と密接に関連して発達してきた。しかしながら、台湾の教育課程では内陸での歴史についてのみ取り上げてきたため、国民の間で海事にまつわる知識が十分に伝承されていなかった背景があった。そこで台北市に本社を置くエバーグリーン・グループの創設者である張栄発の希望によって、海事教育を行い、同国における文化を守るために本博物館が設立された。10年近く設立に要し、元々中国国民党の本部があった地に2008年10月7日に開館した。この年は1968年にグループを設立してから40周年となる節目の年であった。博物館の設立にあたり、張は過去30年間に渡って世界中で収集した4,500点を超える物品を寄贈している。また、張が外国を航海する間に訪れたイギリス・ロンドンにある国立海洋博物館では子供への海事教育が行われていることを踏まえ、本博物館でもコンセプトとして反映されている。開館後、本博物館は2013年時点で年間33,000人の訪問者を記録している。

## 展示
本博物館では世界的な海事の歴史のみならず、とりわけ地域的な事項についても網羅するように展示物が収集されている。博物館の延床面積は9,000平方メートル (96,900 sq ft) であり、台湾においては最大の海事博物館である。展示物としては、例えばエバーグリーン・グループのコンテナ船が運んでいた航海計器や、台湾の筏舟である竹筏などを含む船の模型、18世紀から20世紀にかけて描かれた海洋画などがある。とりわけ、ウィリアム・ライオネル・ウィリーが描いた絵画『富士山前の日本艦隊出航図』は本博物館と日本の天皇家にのみ収蔵されている。その他、パナマ運河の立体模型や海事に関連した子供向けシミュレーション・ゲームが用意されている。1階ロビーから5階までが展示ブースとなっており、2階から5階までが常設展示室で5階から降りていく順に閲覧することが推奨されている。以下では各フロアにおける展示物について詳解する。

### 1階

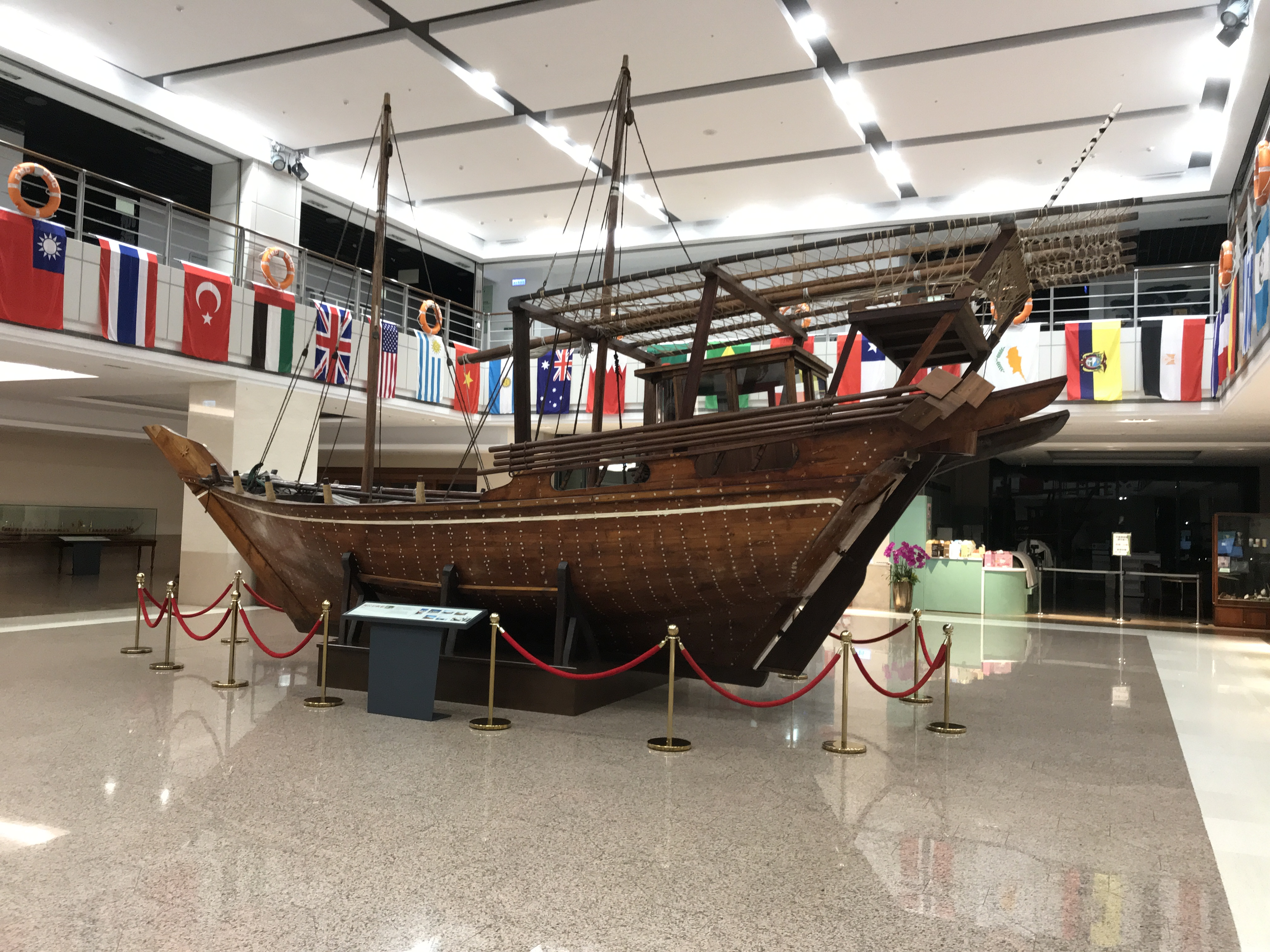
1階ロビー中央に展示された木製のダウ船

1階には3つの木製船舶の模型が展示され、お土産ショップ・カフェが存在する。これらの船舶は台湾の東側にある蘭嶼に住んでいたタオ族による歴史的な漁船、中国明代の王朝艦隊の指揮官・鄭和の船団の一部であった宝船、アラブ地方の帆船であるダウ船で構成され、それぞれ異なる視点から海事の歴史を紹介している。

### 5階

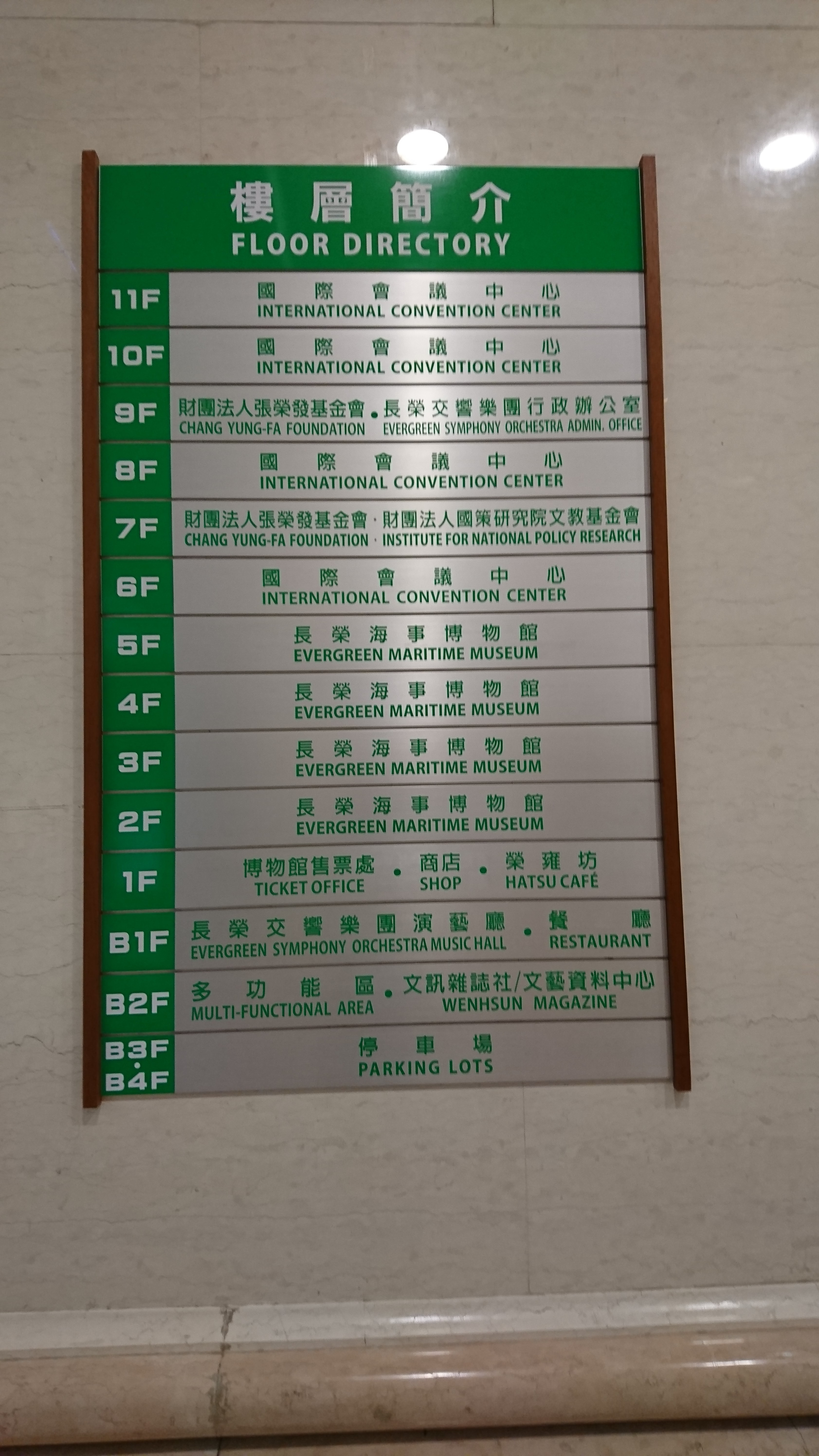
財団法人張栄発基金会ビルの内部に設置されたフロア説明。1階から5階にある博物館の上階には国際会議センター、地下には長栄交響楽団の音楽ホールなどを備える

人類の進化に伴う船の変遷について紹介している5階の「船の歴史」("The History of Ships") 展示スペースでは、古代から19世紀頃までの世界各国における船舶模型を展示している。模型の一部には台湾への土着民が使用した竹木製カヌーや中国で作られたジャンクをはじめ、その他ヨーロッパの帆船としてヴァイキング船やエジプト・ローマで用いられた船、コロンブスが大西洋横断航海の際に用いたサンタ・マリア号やフランスの国王・ルイ14世にちなんで名づけられた軍艦であるソレイユ・ロワイヤル、フランシス・ドレークが用いたゴールデン・ハインド、ジェームズ・クックによるエンデバー、スウェーデンの戦列艦ヴァーサ、イギリスのカティーサークを含む。さらに、造船所の縮尺模型も展示され、船の製造過程について解説されている。

### 4階
4階では乗用定期船・軍艦・貨物船を含む近代的な船や大型船舶の模型が展示されている。その他展示されている模型には航空母艦・潜水艦・魚雷艇も含まれる。特筆すべきものとして、タイタニック号の模型が遺失物とともに収蔵されており、戦艦クイーン・メリーやビスマルク、アメリカ海軍のミズーリをはじめとする船などが展示されている。さらに、ロシアの十月革命に関与した防護巡洋艦アヴローラや、日本の戦艦大和および同艦が第二次世界大戦中に企図した特攻作戦についてなど、軍用艦船や海戦術の変遷についても紹介されている。

### 3階
3階は船のポートレート・海戦・海の風景を描く様々な海洋画を展示した「海の絵画」("Marine Paintings") と、台湾と海との関係性について解説した「沿海の台湾」("Maritime Taiwan") の2つの展示スペースが存在する。なかには台湾がポルトガル商人らによって美しい島を意味する「イーリャ・フォルモーザ」("Ilha Formosa") と呼ばれていた頃の古地図も収蔵されており、欧米からの最初期の探検家や中国本土からの定住者の影響を受けて、台湾やそこで行われる貿易が発展してきた歴史について解説されている。

### 2階
2階は船舶内部を紹介する航海体験スペースとなっており、海図・天球儀・六分儀の読み取り方や緯度の決定法、筏の作り方、国際信号旗などについて解説されている。さらに船内部の海図室や、帆船が高雄港に進入する想定でのシミュレーションによるCGを用いた操舵室も再現されている。また、張栄発の80歳の誕生日を祝して日本に本社を置くウェザーニューズ社から博物館に寄贈された、最新の気象情報を投影する直径1.5メートル (4.9 ft) の全球型スクリーンを展示している。

## 営業
本博物館は財団法人の張栄発基金会によって管理・運営されている。営業時間は月曜日以外の9時から17時までとなっている。祝日は開館し、その翌日が休館日となっている。加えて、旧暦の大晦日から正月三が日までの期間や台湾の自然災害休業休校措置法適用日を含め、適宜休館日を設けている。入館料はそれぞれ大人が200元、学生が150元、65歳以上および身障者は100元となっている。大人および学生について、20名以上の団体には50元の割引が適用される。これら入館料および売店での売上は張栄発基金会に寄贈され、同法人の慈善事業に充てられている。そのほか本博物館は国立台湾海洋大学および台北海洋技術学院と共同で、学生に海事教育を施すためのプログラムも実施している。

## アクセス・周辺施設

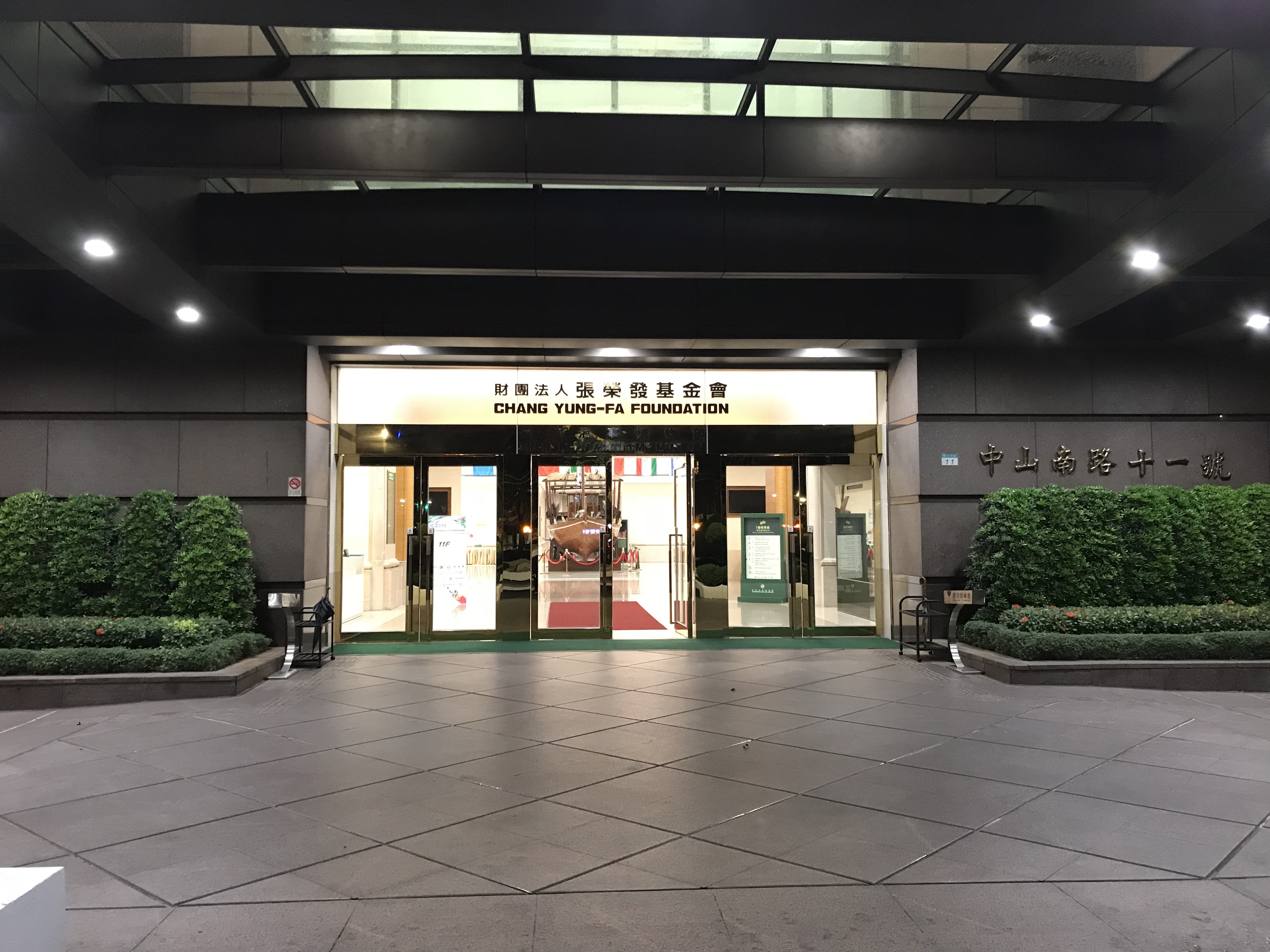
右側に中山南路11号と表示された玄関。建物内部に見えるのが1階ロビー

台北MRTの淡水線・台大医院駅が最寄り駅で、そこから徒歩6分の位置にある。駅2番出口より公園路を南に直進し、突き当たりの交差点を東に曲がれば、凱達格蘭大道の突き当たりにある中山南路との交差点付近に本博物館が存在する。住所は中正区中山南路11号で、財団法人張栄発基金会ビルの1階から5階に存在する。周辺施設として本博物館の隣（南側）には蔣介石を祀る中正紀念堂が、東西にのびる凱達格蘭大道をはさんで向かい側には中華民国総統府がそれぞれ存在する。